# Hitman: HD Trilogy
Hitman HD Trilogy es una recopilación remasterizada en HD de los videojuegos Hitman 2: Silent Assassin, Hitman: Contracts y Hitman: Blood Money para las consolas PlayStation 3 y Xbox 360. 
Los títulos se pueden adquirir por separado descargándolos de los servicios PlayStation Network y Xbox Live.

## Características
- Los tres juegos (con la excepción de Hitman: Sniper Challenge, un minijuego descargable que viene de regalo y no es un juego completo) tienen soporte para trofeos en PS3 y logros en Xbox 360.
- Hitman: Codename 47 y Hitman: Absolution no fueron incluidos en el recopilatorio debido a que Codename 47 nunca apareció en consolas (sólo en PC) y Absolution ya está en HD.
- Hitman: Blood Money viene en un segundo disco en la versión de Xbox 360, debido a que este juego ya apareció anteriormente en esta consola y con logros.

## Recepción
La revista oficial PlayStation Magazine le otorgó una puntuación de 8 sobre 10, mientras que la revista oficial de Xbox 360 puntuó con un 71 sobre 100. Páginas web como IGN puntuó con un 8 sobre 10, y en Metacritic con un 71 para la versión de PS3 y un 69 para Xbox 360.[cita requerida]
Los jugadores de Xbox 360 mostraron su disgusto al notificar que los tres juegos incluidos en el recopilatorio están íntegramente en inglés, voces y textos.[cita requerida] La versión de PlayStation 3, sin embargo, están totalmente en castellano.